# مقاطعة باوي
مقاطعة باوي (بالفارسية: شهرستان باوى) هي إحدى مقاطعات إيران وتقع في محافظة خوزستان. مدينة ملاثاني هي عاصمة هذه المقاطعة. حسب إحصاءات المركز الرسمي للإحصاءات الإيرانية في 2006 كان يسكن مقاطعة باوي 81,665 شخص وكان عدد المساكن 14,423 مسكن. تنقسم هذه المقاطعة إلى ناحيتين: الناحية المركزية وناحية ويس. للمقاطعة ثلاثة مدن وهي ملاثاني وشيبان وويس وشهرك طالقاني.